# 卡丘普库尔
卡丘普库尔（Kachu Pukur），是印度西孟加拉邦Maldah县的一个城镇。总人口5348（2001年）。

## 人口
该地2001年总人口5348人，其中男性2730人，女性2618人；0—6岁人口653人，其中男332人，女321人；识字率70.55%，其中男性为76.92%，女性为63.90%。